# 112338 Seneseconte
112338 Seneseconte è un asteroide della fascia principale. Scoperto nel 2002, presenta un'orbita caratterizzata da un semiasse maggiore pari a 2,5139859 au e da un'eccentricità di 0,0296659, inclinata di 2,88541° rispetto all'eclittica.
Dal 14 maggio 2021 l'asteroide è dedicato ai coniugi Antonella Senese e Paolo Conte, divulgatori scientifici italiani.